# Мар'ївка (село, Нікопольський район)
Ма́р'ївка — село в Україні, у Нікопольському районі Дніпропетровської області. Входить до складу Першотравневської сільської громади. Населення — 73 мешканця.

## Географія
Село Мар'ївка знаходиться на правому березі річки Солона, вище за течією на відстані 1,5 км розташоване село Таврійське, нижче за течією на відстані 1,5 км розташоване село Олександрівка.

## Історія
До 2017 року орган місцевого самоврядування — Чистопільська сільська рада.
12 червня 2020 року, відповідно до розпорядження Кабінету Міністрів України № 709-р від «Про визначення адміністративних центрів та затвердження територій територіальних громад Дніпропетровської області», увійшло до складу Першотравневської сільської громади.
19 липня 2020 року, в результаті адміністративно-територіальної реформи і ліквідації Нікопольського району(1923—2020), село увійшло до складу новоутвореного Нікопольського району.